# Киметто, Деннис
Деннис Кипруто Киметто (англ. Dennis Kipruto Kimetto, также известный как Деннис Кипруто Коэч (англ. Dennis Kipruto Koech), род. 22 апреля 1984 года) — кенийский легкоатлет, бегун на длинные дистанции. Победитель Берлинского марафона 2014 года с новым мировым рекордом — 2:02.57. Владел рекордом до 2018 года.

## Биография

### Ранние годы
Родился в деревне Камвосор в спортивной семье. Его отец Джеймс Киметто и мать Алиса Киметто также занимались лёгкой атлетикой, выступали на соревнованиях по бегу. У него есть четыре брата и три сестры. Большую часть своего детства он работал на ферме родителей, где помогал выращивать картофель и кукурузу. В возрасте 14 лет он был вынужден бросить учёбу в школе, из-за сложившихся трудностей в семье. По его собственным словам, в 2000 году он смотрел по телевизору забег на 10 000 метров на Олимпийских играх в Сиднее, в котором принимал участие их соотечественник Пол Тергат. Этот забег вдохновил его, и с тех пор он мечтал также выступать на соревнованиях. В 2000 году он отправился в Капсерет для работы на ферме. Там он познакомился со спортсменами, которые и предложили ему тренироваться. С тех пор он начал совмещать тренировки с работой. В 2010 году во время одной из тренировок он встретил группу спортсменов во главе с Джеффри Мутаи, который предложил ему присоединиться к ним. С тех пор они начали тренироваться вместе.

### Спортивная карьера

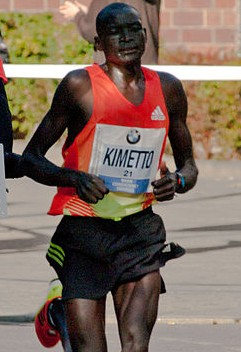
Киметто на Берлинском марафоне 2012 года

Впервые выступил на соревнованиях в июле 2011 года на отборочном чемпионате Кении, где в утешительном забеге «B» занял 2-е место на дистанции 10 000 метров 28.30,0. В октябре этого же года на пробеге Kebirigo Road Race, где занял 3-е место. Спустя несколько дней он выиграл полумарафон в деревне Ндакаини. Затем он выступил на 10-километровом пробеге Laikipia Road Race, на котором финишировал на 2-м месте. 30 октября 2011 года он стал победителем Найробийского полумарафона с результатом 1:01.30.
Сезон 2012 года начал с дебюта на международных соревнованиях. 17 февраля он выиграл Рас-эль-Хаймский полумарафон, показав время 1:00.40. 1 апреля Киметто стал победителем Берлинского полумарафона с результатом 59.14. 6 мая стал победителем 25-километрового пробега 25 km von Berlin, установив новый мировой рекорд — 1:11.18. 30 сентября на Берлинском марафоне он занял 2-е место, показав результат 2:04.16. Он проиграл 1 секунду своему партнёру по тренировкам Джеффри Мутаи. Последним соревнованием сезона стал Монтферландский пробег, на котором он финишировал на 6-м месте со временем 45.13.
В сезоне 2013 года состоялся его дебют в марафоне. 24 февраля он стал победителем Токийского марафона 2013 с рекордом трассы — 2:06.50. 14 августа Деннис принял участие на 10-мильном пробеге Jever-Fun-Lauf в немецком городе Шортенс, на котором занял 2-е место. 13 октября 2013 года он стал победителем Чикагского марафона с результатом 2:03.45. На этом марафоне он заработал 175 000 долларов США, из которых 100 000 за победу и 75 000 за установление рекорда трассы.
Первым стартом сезона 2014 года стал полумарафон CPC Loop Den Haag, который состоялся 9 марта. По итогам которого он занял 15-е место с результатом 1:04.35. 21 апреля он принял участие в Бостонском марафоне, однако не смог закончить дистанцию из-за травмы подколенного сухожилия. 21 июня 2014 года занял 3-е место на Оломоуцком полумарафоне — 1:01.42.
28 сентября на Берлинском марафоне Киметто установил новый мировой рекорд — 2:02.57, став первым человеком пробежавшим дистанцию быстрее двух часов и трёх минут. За эту победу он получил денежный приз в размере 130 000 евро, из них 50 000 за победу, 50 000 за мировой рекорд и 30 000 за то, что преодолел дистанцию быстрее 2:03.00.
Таблица промежуточных результатов рекордного марафона
| Отметка, км | 5     | 10    | 15    | 20    | 21,0975 | 25      | 30      | 35      | 40      | 42,195  |
| ----------- | ----- | ----- | ----- | ----- | ------- | ------- | ------- | ------- | ------- | ------- |
| Время       | 14.42 | 29.24 | 44.10 | 58.36 | 1:01.45 | 1:13.08 | 1:27.38 | 1:41.47 | 1:56.29 | 2:02.57 |

Последним соревнованием 2014 года стал 15-километровый Монтферландский пробег, на котором он занял 13-е место с результатом 47.00.
В сезоне 2015 года впервые выступил на международных соревнованиях 26 апреля на Лондонском марафоне, на котором занял 3-е место — 2:05.50.
Заняв девятое место на Лондонском марафоне 2016 года, Киметто снял свою кандидатуру с Олимпийских игр в Рио, вместо Олимпиады планируя принять участие в Чикагском марафоне. Однако он снялся с соревнований из-за стрессового перелома левой ноги.
В 2017 году из-за травмы колена Киметто отказался от участия в Бостонском марафоне. Он также не смог финишировать ни на Чикагском марафоне в октябре, ни на Гонолульском марафоне в декабре.
На Венском городском марафоне в апреле 2018 года Киметто сошел с дистанции перед 25-километровой отметкой.

## Личная жизнь
Женат на Каролине Чепкорир, у них есть сын Альф Кибет. В конце 2013 года купил дом в Элдорете и перевёз туда свою семью. Тренируется в окрестностях деревни Капнгетуни, в которой находится тренировочная база. Родной язык — суахили.

## Награды
7 ноября 2014 года на церемонии награждения в Афинах, он признан лучшим марафонцем мира в 2014 году по версии Ассоциации международных марафонов и пробегов.